# Даунс (Велика Британія)

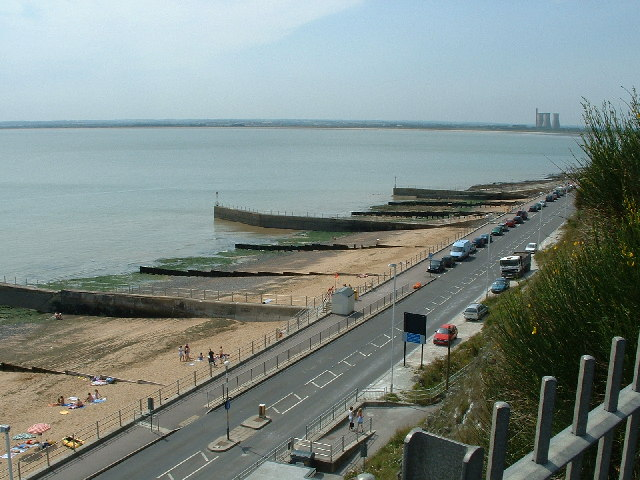
Вид на Даунс із Рамсгейта

Даунс (англ. The Downs) — рейд і якірна стоянка на півдні Північного моря біля узбережжя Кенту між Маргейтом і Дувром.
Глибоководний канал між кентським берегом і мілиною Ґудвіна, що простягається з півночі на південь між координатами приблизно 51° 22' N і 51° 09' N. Найменша ширина — 4,8 милі. Глибини до 22 м (12 фатомів). У північній частині можливе замулювання і глибини, менші від показаних.
Надає хороше укриття від переважних W-SW вітрів, часткове укриття від N вітрів.

## Історія
В добу вітрил Даунс слугував постійною базою для військових кораблів, що патрулюють Північне море, а також точкою збору відремонтованих або новозбудованих суден, які виходили з корабелень Чатема, Вулвічу, Ширнессу, Дептфорду. Для них Даунс був безпечною стоянкою під час поганої погоди, захищеною з півночі та заходу берегом, а зі сходу — мілиною Ґудвін-Сендз. Оскільки Даунс знаходиться між Дувром і гирлом Темзи, то ним також користувалися для відстою і торгові судна, які чекали на східний вітер для входу в Ла-Манш.
1639 року біля Даунса відбулася морська битва, в якій голландський флот знищив іспанський, який шукав притулок у нейтральних англійських водах. Недалеко від Даунса також відбулися дві битви першої англо-голландської війни — Дуврська битва і бій біля мису Дандженесс.